# شهرستان ساری‌ارقا
شهرستان ساری‌ارقا (به قزاقی: Saryarqa District) یک منطقهٔ مسکونی در قزاقستان است که در نورسلطان واقع شده‌است. شهرستان ساری‌ارقا ۳۳۹٬۲۸۶ نفر جمعیت دارد.